# Brodick Castle
Brodick Castle är ett slott i Brodick på Isle of Arran, den största ön i Firth of Clyde, North Ayrshire, Skottland. Brodick Castle var tidigare huvudsäte för ätten Hamilton.